# Dankwart Guratzsch
Dankwart Guratzsch (* 14. Juni 1939 in Dresden) ist ein deutscher Journalist und Architekturkritiker.

## Leben
Dankwart Guratzsch wurde 1939 in Dresden als Sohn des Schriftstellers und Lehrers Curt Guratzsch (1891–1965) geboren. 1957 verließ er seine Geburtsstadt und übersiedelte nach Westdeutschland. Nach dem Studium der Geschichte und Germanistik in Marburg, München und Hamburg wurde er 1970 an der Philosophischen Fakultät der Universität Hamburg mit Macht durch Organisation. Die Grundlegung des Hugenbergschen Presseimperiums, einer Dissertation zu Alfred Hugenberg, zum Dr. phil. promoviert.
Guratzsch begann Mitte der 1970er Jahre als Feuilletonredakteur bei der Tageszeitung Die Welt, wo er sich auf die Fachgebiete Architektur sowie Städtebau und Stadtentwicklung spezialisierte. Bereits bevor dies in anderen Medien aufgegriffen wurde, setzte sich Guratzsch für einen behutsamen Umgang mit dem architektonischen Erbe und für eine Stadtplanung, die sich an den Traditionen des jeweiligen Ortes orientiert, ein. Besonders missfielen ihm die städtebaulichen Entwicklungen in der DDR. In kritischen Artikeln berichtete er über den dortigen Abriss von Altbauquartieren, lehnt Trabantenstädte, Großsiedlungen und Plattenbauquartiere als „roten Städtebau“ ab. Er setzte sich stets für den privaten Hausbesitz sowie für Erhalt und nachhaltige Pflege von Altbauvierteln – vor allem solchen des Historismus aus der Gründerzeit – in West und Ost ein. Das Ministerium für Staatssicherheit der DDR beobachtete Guratzsch, seine Stasi-Akte umfasst 200 Seiten.
Besonders seiner Heimatstadt Dresden, deren Zerstörung im Zweiten Weltkrieg seinen Blick auf Architektur und Stadtplanung geschärft hatte, ist Guratzsch sein Leben lang verbunden geblieben. Nach dem Fall der Mauer engagierte er sich mit zahlreichen Berichten und Reportagen sowie in verschiedenen Gremien für einen an der Geschichte orientierten Wiederaufbau der Stadt, vor allem auch der Frauenkirche als ihrem Herzstück. Guratzsch ist Miteigentümer von Grundstücken in der Dresdner Neustadt und Mitglied des Vereins Haus & Grund Sachsen e. V. Intensiv begleitete er journalistisch auch den so genannten „Dresdner Brückenstreit“ und das zugehörige Bauvorhaben „Waldschlößchenbrücke“. Er begrüßte die Rekonstruktion des Berliner Stadtschlosses. Guratzsch gehört zu den Kritikern der Reform der deutschen Rechtschreibung von 1996.
Dankwart Guratzsch regte die Einrichtung eines „Bombenkrieg-Museums“ in Dresden an. Als Standort schlägt er den großen Erlwein-Gasometer in Dresden-Reick vor. Für ihn steht Dresden symbolhaft wie keine andere Stadt in Europa für die Schrecken des Bombenkrieges.
Während der 1980er Jahre befasste er sich im Zuge der Debatte um das so genannte „Waldsterben“ zudem journalistisch mit dem Phänomen der neuartigen Waldschäden und gab das Buch Baumlos in die Zukunft? (1984) heraus, das Fachbeiträge von zwölf Experten – unter ihnen mehrere Forstwissenschaftler – vereinte.
Für seine Veröffentlichungen im Sinne des Denkmalschutzes und als Architekturkritiker erhielt Dankwart Guratzsch mehrere Auszeichnungen. So verlieh ihm das Deutsche Nationalkomitee für Denkmalschutz zwei Mal den Deutschen Preis für Denkmalschutz: 1976 den Journalistenpreis und 1980 die Silberne Halbkugel. Guratzsch ist im Kuratorium der Deutschen Stiftung Denkmalschutz.
Guratzsch lebt in Frankfurt am Main.

## Schriften
- Macht durch Organisation. Die Grundlegung des Hugenbergschen Presseimperiums. Dissertationsschrift, Hamburg 1970 (im Druck als Band 7 der Reihe Studien zur modernen Geschichte, Bertelsmann-Universitätsverlag, Gütersloh 1974, ISBN 3-571-09011-X).
- als Herausgeber: Baumlos in die Zukunft? Kindler, München 1984, ISBN 3-463-00874-2.
- als Herausgeber: Das neue Berlin. Konzepte der Internationalen Bauausstellung 1987 für einen Städtebau mit Zukunft. Mann, Berlin 1987, ISBN 3-7861-1527-3.
- Wieviel ist Braunschweig seine Mitte wert? Die Stadt, das Schloß und das Center. (= Braunschweiger Museumsvorträge, Band 5). Braunschweigisches Landesmuseum, Braunschweig 2003, ISBN 3-927939-67-6.

## Auszeichnungen
- 1976: Deutscher Preis für Denkmalschutz – Journalistenpreis – des Deutschen Nationalkomitees für Denkmalschutz
- 1980: Deutscher Preis für Denkmalschutz – Silberne Halbkugel – des Deutschen Nationalkomitees für Denkmalschutz
- 1986: Literaturpreis des Verbandes Deutscher Architekten- und Ingenieurvereine (DAI).

## Zitat
„Nur die Stadt der kurzen Wege, die Stadt der Dichte, der Vielfalt und Wohnlichkeit ist überlebensfähig.“

„Heute geraten die Apostel eines immer nur ‚neuen‘ Bauens in die Defensive. Eine noch immer wachsende Mehrheit der Bevölkerung ist der abstrakten, geometrischen, talmihaften Baukörper überdrüssig, die das Bild der Städte zu dominieren drohen und sich immer mehr der chimärenhaften Flächigkeit von Bildschirmsimulationen annähern. In ganz Deutschland, zwischen Leipzig und Frankfurt/M., Wismar und Karlsruhe, verlangen Bürgerbewegungen den Wiederaufbau verschwundener Bauwerke. Der Tag des offenen Denkmals mit seinen Pilgerscharen von Millionen Denkmalbesuchern ist zu einer Massendemonstration gegen die Fadheit und Ausdrucksschwäche der modernen Architektur geworden.“